# Czasopismo literackie

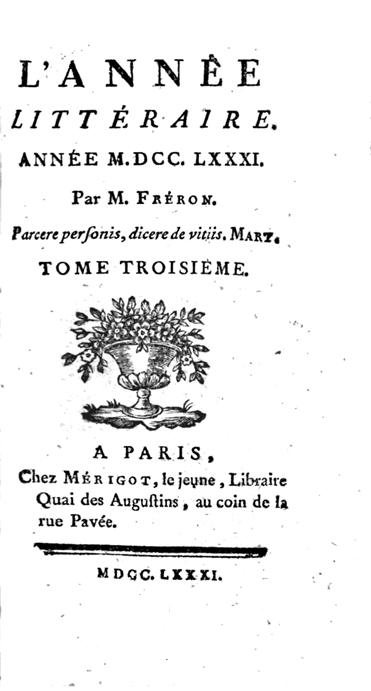
Francuskie czasopismo literackie L'Année littéraire (wydanie z 1781 r.)

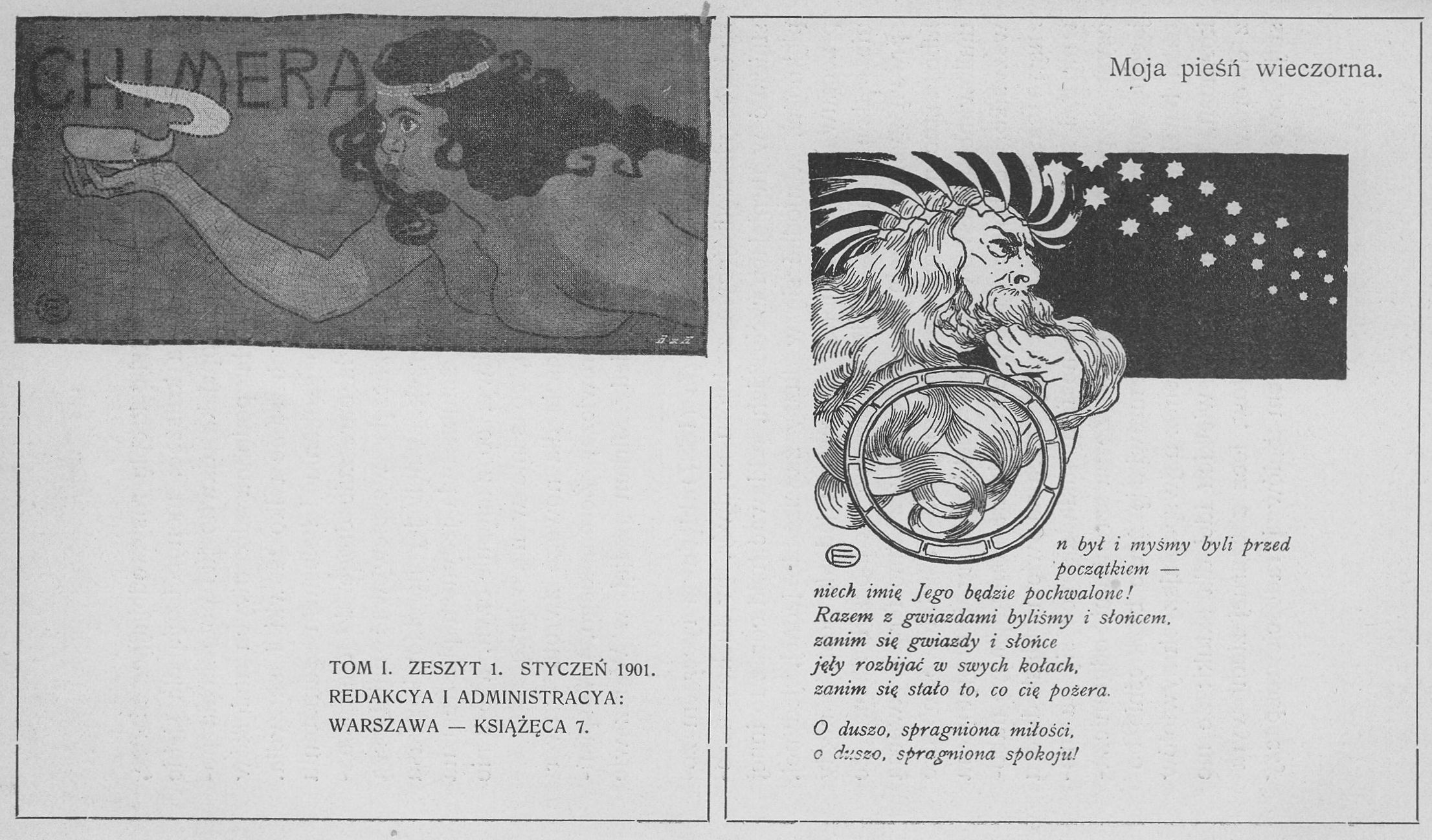
Reprodukcja okładki oraz strony nr 17 z pierwszego numeru „Chimery” (1902 r.)

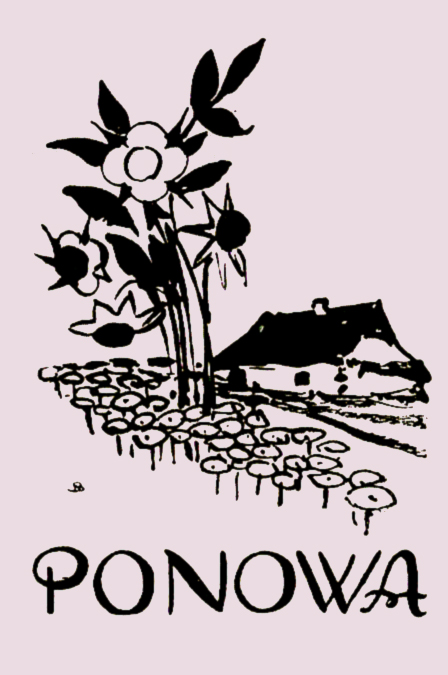
Okładka czasopisma „Ponowa” (nr 1 z 1921 r.)

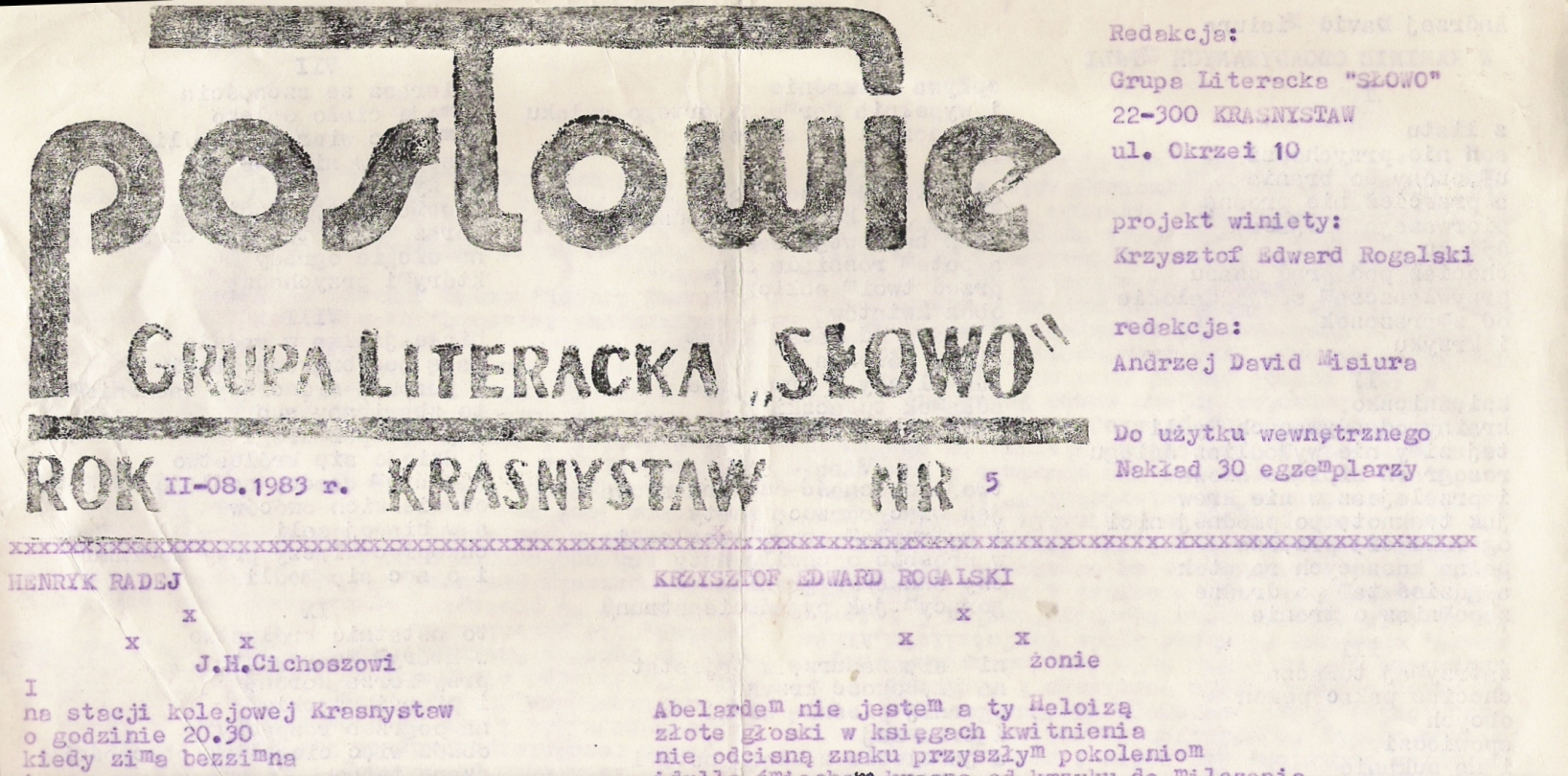
Winieta pisma literackiego „Posłowie” wydawanego przez grupę literacką „Słowo” w latach 80. XX w.

Czasopismo literackie – periodyk wyłącznie lub w przeważającej części poświęcony zagadnieniom literatury. Czasopisma stały się od początku XIX wieku ważnym składnikiem bieżącego życia literackiego i źródłami do badań historycznych.

## Typy czasopism literackich
Czasopisma literackie obejmują różne typy publikacji: od ściśle informacyjnych, zawierających recenzje nowości wydawniczych (np. „Nowe Książki”, „The Times Literary Supplement”) bądź wiadomości o bieżącym życiu kulturalnym (np. „Nouvelles Littéraires”), do takich, w których dział informacyjny ogranicza się tylko do recenzji i kronik, zasadniczą część zaś wypełniają teksty literackie oraz artykuły programowe i problemowe.
Wśród czasopism literackich można wyróżnić czasopisma:
- ogólne – zwykle publikujące jednocześnie różne teksty literackie, artykuły, recenzje, utwory literackie – np. „Twórczość”, „Zeszyty Literackie”, „Akcent”;
- naukowe – bardziej specjalne, poświęcone studiom o literaturze, o tematyce ograniczonej do jednego rodzaju literackiego (np. poezji, dramatu, satyry itp.), publikujące m.in. recenzje naukowe – np. „Pamiętnik Literacki”, „Literatura Ludowa”, „Kresy”, „Litteraria Copernicana”;
- organy grup literackich – popularyzujące zespołowe założenia i osiągnięcia danej grupy literackiej, a także będące miejscem, gdzie w toku dyskusji wypracowuje się program literacki oraz przeprowadza polemiki z przedstawicielami innych kierunków – np. organem Awangardy Krakowskiej była „Zwrotnica”, Skamandra – „Skamander”, a Kwadrygi – Kwadryga.

## Czasopisma o częściowo literackim charakterze
Częściowo literacki charakter mają zazwyczaj:
- czasopisma literacko-artystyczne – np. „Chimera”, „Dialog”, „Rita Baum”;
- czasopisma społeczno-kulturalne – np. „Tygodnik Powszechny”, „Czas Kultury”, „Strony”.

Poza tym cenne materiały literackie można niekiedy znaleźć również w innych czasopismach, w tym także w prasie codziennej lub w specjalnych dodatkach do niej – np. „Ex Libris” (dodatek literacki dziennika „Życie Warszawy”).

## Łamy czasopism literackich
Z reguły łamy czasopism literackich służą bieżącej krytyce literackiej, toczą się tam aktualne spory o np. o kierunki, publikowane bywają po raz pierwszy, a niekiedy jedyny nowe utwory.
Charakter czasopisma literackiego zależy od tego, dla jakiej warstwy publiczności literackiej jest przeznaczone, czy stawia sobie cele popularyzatorskie, czy też zwraca się do specjalistów i elity czytelniczej.

## Przykłady polskich pism o charakterze literackim

### Roczniki
- „Pomosty”

### Kwartalniki
- „Akcent”, „brulion”, „FA-art”, „Kresy”, „Pamiętnik Literacki”, „Undergrunt”, „Zeszyty Literackie”

### Dwumiesięczniki
- „Czas Kultury”, „Studium”, „Teksty Drugie”, „Topos”

### Miesięczniki
- „Antena Literacka”, „Dialog”, „Lampa”, „Literatura na Świecie”, „Nasz Wyraz”, „Nowe Książki”, „Odra”, „Pro Arte et Studio”, „Skamander”, „Sztuka i Naród”, „Twórczość”

### Dwutygodniki
- „ArtPapier”, „Kamena”, „Sycyna”, „Współczesność”, „Zdrój”

### Tygodniki
- „Kłosy”, „Literatura”, „Prosto z Mostu”, „Wiadomości Literackie”, „Zabawy Przyjemne i Pożyteczne”, „Życie Literackie”

### Nieregularniki
- „Artyleria”, „Literatura Ludowa”, „Ponowa”, „Rita Baum”, „Zapis”, „Zeszyty Poetyckie”

## Czasopismo moralne
Pierwszymi czasopismami literackimi w dzisiejszym sensie były uformowane w Anglii we wczesnym okresie oświecenia czasopisma moralne – np. „The Spectator”, które oddziałały na rozwój wielu form wypowiedzi dziennikarskiej, a także eseju oraz na formowanie się oświeceniowej prasy literackiej w wielu krajach europejskich, także w Polsce – np. „Monitor”.